# Limnoperdon incarnatum
Limnoperdon incarnatum är en svampart som beskrevs av G.A. Escobar 1976. Limnoperdon incarnatum ingår i släktet Limnoperdon och familjen Limnoperdaceae.   Inga underarter finns listade i Catalogue of Life.